# كبريتات الكوبالت الثنائي
 كبريتات الكوبالت الثنائي  أو الزَّاجُ الأَحْمَرُ  أو الزَّاجُ السُّورِيُّ، مركب كيميائي له الصيغة CoSO4، ويكون على شكل بلورات حمراء، وهو مركب سام.

## الخواص
- ينحل كلورات الكوبالت الثنائي في الماء، ويوجد منه على شكل لامائي كما يوجد على شكل أحادي هيدرات أو سباعي هيدرات. كما ينحل بشكل جيد في الميثانول وجزئياً في الإيثانول.[5]

## الوفرة الطبيعية
يوجد كبريتات الكوبالت الثنائي بشكل نادر على شكل آثار في بعض أنواع المعادن الحاوية على الكوبالت مثل السكوتيروديت Skutterudite و الكوبالتيت Cobaltite.

## الاستخدامات
- يستعمل كبريتات الكوبالت كخضاب وذلك في صناعة البورسلان والزجاج، وفي العديد من الصناعات الأخرى كصناعة البطاريات وفي أحواض الطلي الكهربائي وفي الحبر السري، وكمضاف للتربة وللعلف الحيواني.[6]
- كان يستعمل في السابق من أجل تحسين ثباتية الرغوة في البيرة، ولمعالجة بعض أنواع فقر الدم غير المستجيبة للعلاج.[7]

## السلامة
مركب كبريتات الكوبالت الثنائي مركب سام ومسرطن جزئيا عند الفئران لدى التنفس. كما تبين أنه مطفر عند السلمونيلا. في إحدى الحوادث الناجمة عن هذا المركب قامت شركة كندية لصناعة البيرة، نجم عن ذلك وفاة بعض الأشخاص، والعديد من حالات التسمم بالكوبالت.